# Арчболд (Пенсільванія)
Арчболд (англ. Archbald) — місто (англ. borough) в США, в окрузі Лекаванна штату Пенсільванія. Населення — 7297 осіб (2020).

## Географія
Арчболд розташований за координатами 41°30′23″ пн. ш. 75°33′2″ зх. д. / 41.50639° пн. ш. 75.55056° зх. д. (41.506383, -75.550512).  За даними Бюро перепису населення США в 2010 році місто мало площу 44,29 км², з яких 44,26 км² — суходіл та 0,04 км² — водойми.

## Демографія
Згідно з переписом 2010 року, у селищі мешкали 6984 особи в 2802 домогосподарствах у складі 1948 родин. Густота населення становила 158 осіб/км².  Було 2952 помешкання (67/км²).
Расовий склад населення:
| - 96,9 % — білих - 1,1 % — чорних або афроамериканців - 0,7 % — азіатів - 0,2 % — корінних американців |

До двох чи більше рас належало 0,9 %. Частка іспаномовних становила 1,1 % від усіх жителів.
За віковим діапазоном населення розподілялося таким чином: 22,9 % — особи молодші 18 років, 60,3 % — особи у віці 18—64 років, 16,8 % — особи у віці 65 років та старші. Медіана віку мешканця становила 42,0 року. На 100 осіб жіночої статі у селищі припадало 93,8 чоловіків;  на 100 жінок у віці від 18 років та старших — 90,9 чоловіків також старших 18 років.
Середній дохід на одне домашнє господарство  становив 64 439 доларів США (медіана — 50 133), а середній дохід на одну сім'ю — 82 757 доларів (медіана — 67 287). Медіана доходів становила 51 294 долари для чоловіків та 46 852 долари для жінок. За межею бідності перебувало 11,7 % осіб, у тому числі 8,9 % дітей у віці до 18 років та 9,1 % осіб у віці 65 років та старших.
Цивільне працевлаштоване населення становило 3300 осіб. Основні галузі зайнятості: освіта, охорона здоров'я та соціальна допомога — 30,3 %, виробництво — 13,2 %, будівництво — 9,7 %, науковці, спеціалісти, менеджери — 9,6 %.